# 11059 Nulliusinverba
11059 Nulliusinverba (tên chỉ định: 1991 RS) là một tiểu hành tinh vành đai chính. Nó được phát hiện bởi Eleanor F. Helin ở Đài thiên văn Palomar ở Quận San Diego, California, ngày 4 tháng 9 năm 1991. "Nullius in verba" còn là phương châm của Hội Hoàng gia Luân Đôn Mở mang Kiến thức Tự nhiên. Tiểu hành tinh này được đặt tên nhằm kỉ niệm 335 năm ngày thành lập Hội Hoàng gia Luân Đôn vào năm 1660.